# János Vajda
János Vajda (Miskolc, 8 ottobre 1949) è un compositore ungherese.

## Opere, pubblicazioni, registrazioni

### Opere
- Barabás – opera after Frigyes Karinthy (1977)
- Márió és a varázsló – after Thomas Mann (1988) - Mario und der Zauberer[1]
- Leonce és Léna – opera after Georg Büchner, libretto: Váradi Szabolcs, 1999
- Karnyóné – opera after Mihály Csokonai Vitéz, libretto: Váradi Szabolcs, 2004

### Registrazioni
- Canzoni - Canzoni spagnole di Orbán. Canzoni su parole di Sándor Weöres. János Vajda, Canzoni su parole di Géza Szöcs: Andrea Meláth (mezzosoprano), Emese Virág (piano). HCD31827 Hungaroton
- Messa in La, Orban: Messa prima  HCD31929 Hungaroton